# Essai de flexion par choc sur éprouvette entaillée Charpy

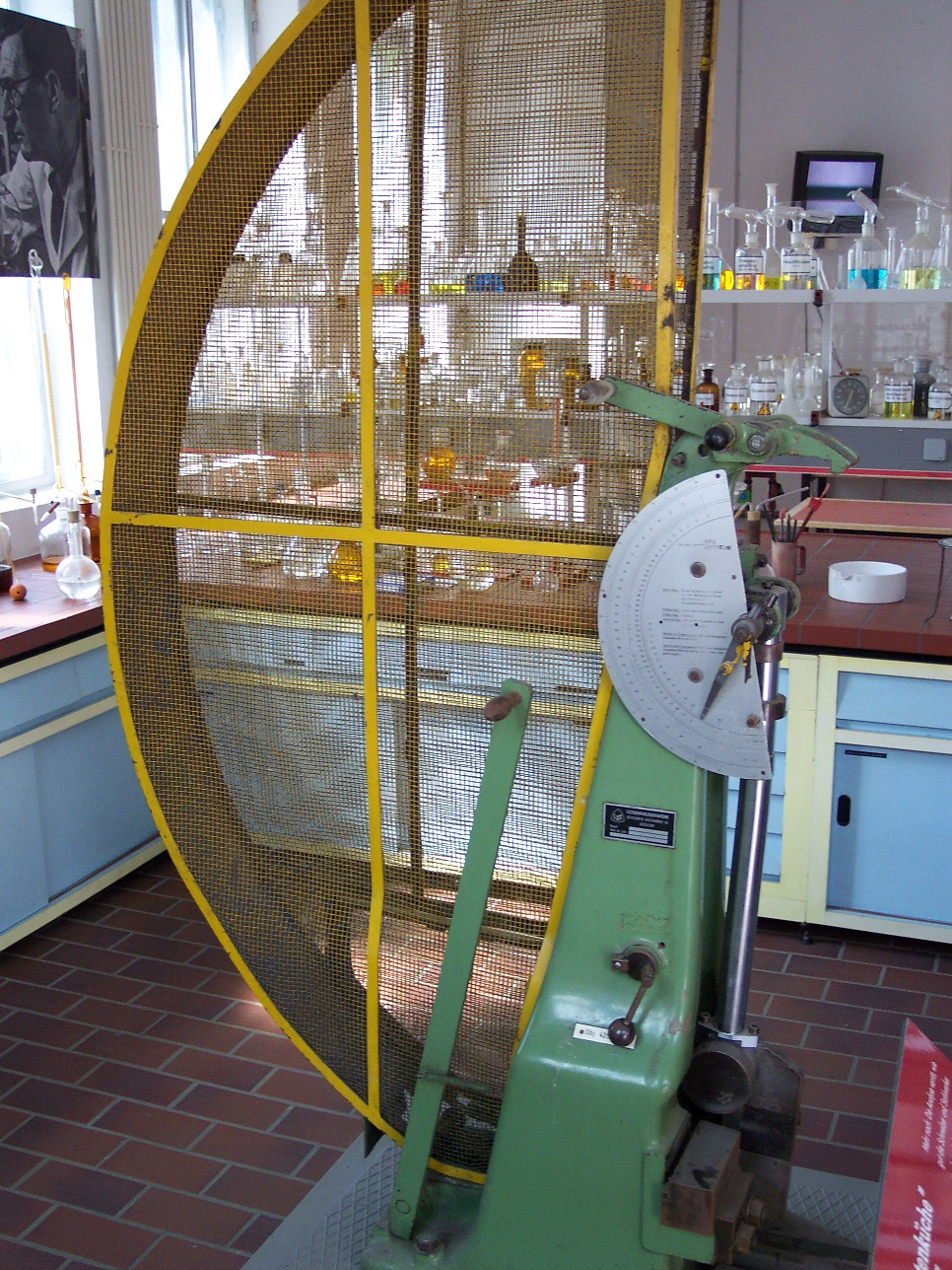
Un mouton-pendule Charpy (le couteau est en position basse).

L'essai de flexion par choc sur éprouvette entaillée Charpy a pour but de mesurer la résistance d'un matériau à la rupture. Il est fréquemment appelé essai de résilience Charpy ou même essai ou test Charpy. Il porte le nom de l'ingénieur français Georges Charpy (1865-1945) qui en fut un des principaux théoriciens et promoteurs. Il mit en particulier au point la machine qui permet de réaliser l'essai et qui est appelée Mouton Charpy.

## Histoire
Le premier à avoir introduit la notion de mesure de la force résiduelle nécessaire pour obtenir la rupture d'un matériau est l'Américain S. B. Russell, en 1897 (publication à l'American Society of Civil Engineers). Il mit au point, en 1896, une machine de rupture ancêtre du mouton-pendule actuel. Cependant, Russel ne considérait pas la présence de l'entaille sur l'éprouvette comme importante et effectuait la majeure partie de ses essais sans entaille.
En 1897, le Français Frémont présenta une machine, à l'occasion d'une publication au bulletin des ingénieurs civils. La force de rupture était mesurée à l'aide d'un ressort.
Georges Charpy, en 1901, proposa le mouton-pendule encore utilisé actuellement. Il effectua également une étude très complète et rigoureuse qui permit de proposer une méthode reproductible et fiable. À la différence de Russel, il considéra la présence de l'entaille comme fondamentale et standardisa sa forme. Son objectif était de classer les matériaux (et en particulier les métaux) en fonction de leur résilience. Il n'envisageait pas l'étude du type de rupture (ductilité, fragilité), ce qui est le cas aujourd'hui.

## Principe de l'essai

Représentation du mouton-pendule et des hauteurs à prendre en compte pour le calcul de l'énergie absorbée.

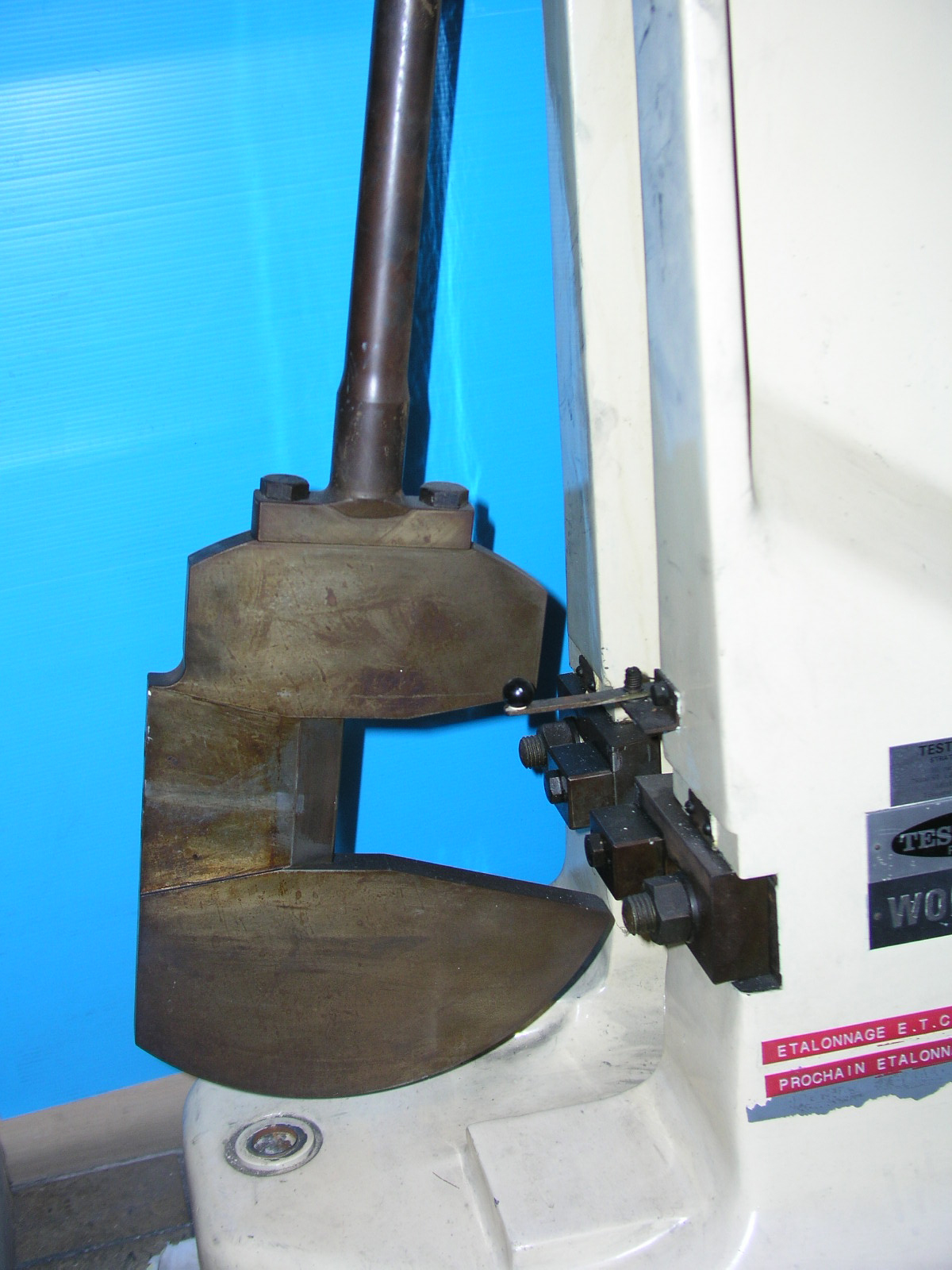
Gros plan sur le couteau et le porte éprouvette d'un mouton Charpy.

Cet essai est destiné à mesurer l'énergie nécessaire pour rompre en une seule fois une éprouvette préalablement entaillée. On utilise un mouton-pendule muni à son extrémité d'un couteau qui permet de développer une énergie donnée au moment du choc. Cette énergie est classiquement, dans le cas de la norme européenne, de 300 joules.
L'énergie absorbée est obtenue en comparant la différence d'énergie potentielle entre le départ du pendule et la fin de l'essai. La machine est munie d'index permettant de connaître la hauteur du pendule au départ ainsi que la position la plus haute que le pendule atteindra après la rupture de l'éprouvette.
L'énergie obtenue (en négligeant les frottements) est égale à :
{\displaystyle {\begin{aligned}K=&\ m\cdot g\cdot h-m\cdot g\cdot h'\\=&\ m\cdot g\cdot (h-h')\end{aligned}}}
avec 
m = masse du mouton-pendule [kg]
g = accélération terrestre. [m⋅s−2] (9,80665)
h = hauteur du mouton-pendule à sa position de départ [m]
h' = hauteur du mouton-pendule à sa position d'arrivée [m]

La graduation de la machine permet généralement d'obtenir directement une valeur en joules.

## L'éprouvette

Position de l'éprouvette au moment de l'impact avec le couteau du pendule. L'entaille est située à l'opposé de l'arrivée du pendule.

L'éprouvette est constituée d'un barreau entaillé par usinage en son milieu. La forme d'entaille la plus fréquente est la forme en V (type A dans la norme ASTM) d'une profondeur de 2 mm. Il existe également une éprouvette avec une entaille en U (type C dans la norme ASTM).
Les dimensions générales des éprouvettes sont les suivantes :
| \| (Dimensions en mm) \| Éprouvette en V \| Éprouvette en U \| \| ------------------------------------ \| --------------- \| ---------------- \| \| Longueur \| 55 \| 55 \| \| Hauteur \| 10 \| 10 \| \| Largeur \| 10 \| 10 \| \| Hauteur éprouvette à fond d'entaille \| 8 \| 5 \| \| Rayon à fond d'entaille \| 0,25 \| 1 \| \| Angle de l'entaille \| 45° \| Bords parallèles \| | Dimensions et forme de l'éprouvette Charpy en V. |                  |
| (Dimensions en mm) | Éprouvette en V                                  | Éprouvette en U  |
| Longueur | 55                                               | 55               |
| Hauteur | 10                                               | 10               |
| Largeur | 10                                               | 10               |
| Hauteur éprouvette à fond d'entaille | 8                                                | 5                |
| Rayon à fond d'entaille | 0,25                                             | 1                |
| Angle de l'entaille | 45°                                              | Bords parallèles |

## Normes
- Américaine (ASTM) :
  - ASTM E23 : Standard test methods for notched bar impact testing of metallic materials.

Cette norme décrit également l'essai de flexion par choc Izod (moins utilisé que l'essai Charpy).
- Internationale (ISO)
  - EN ISO 179-1 : Plastiques - Détermination de la résistance au choc Charpy - Partie 1 : essai de choc non instrumenté
  - EN ISO 179-2 : Plastiques - Détermination de la résistance au choc Charpy - Partie 2 : essai de choc instrumenté
  - NF EN 10045-1, remplacé par ISO 148-1 : Matériaux métalliques - Essai de flexion par choc sur éprouvette Charpy - Partie 1: Méthode d'essai
  - NF EN 10045-2, remplacé par  ISO 148-2 : Matériaux métalliques - Essai de flexion par choc sur éprouvette Charpy - Partie 2: Vérification des machines d'essai (mouton-pendule)
  - ISO 148-1 : Matériaux métalliques - Essai de flexion par choc sur éprouvette Charpy - Partie 1: Méthode d'essai
  - ISO 148-2 : Matériaux métalliques - Essai de flexion par choc sur éprouvette Charpy - Partie 2: Vérification des machines d'essai
  - ISO 148-3 : Matériaux métalliques - Essai de flexion par choc sur éprouvette Charpy - Partie 3: Préparation et caractérisation des éprouvettes Charpy à entaille en V pour la vérification indirecte des machines d'essai mouton-pendule.